# 普法弗拉尔
普法弗拉尔是奥地利蒂罗尔州罗伊特县的一个市镇。总面积33.63平方公里，总人口137人，人口密度4.1人/平方公里（2005年）。